# Johannes Frederik Fröhlich

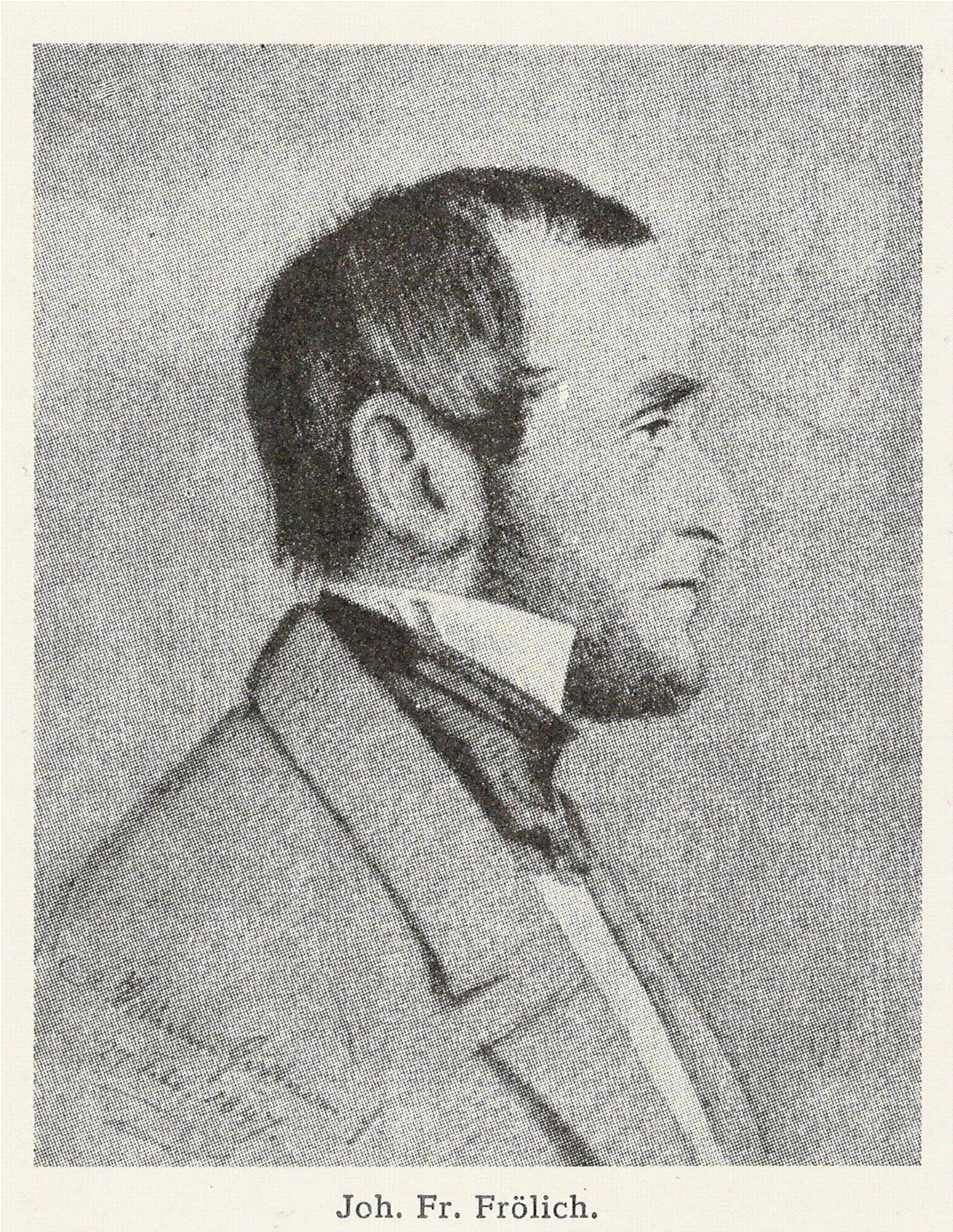
Johannes Frederik Fröhlich

Johannes Frederik Fröhlich (Johannes Frederik Frøhlich, * 21. August 1806 in Kopenhagen; † 21. Mai 1860 ebenda) war ein dänischer Komponist deutscher Herkunft.

## Leben
Fröhlich war Violinschüler von Claus Schall und Friedrich Kuhlau und hatte außerdem eine Ausbildung als Flötist und Pianist. Er war ab 1827 Chorregent und ab 1836 Erster Kapellmeister am Königlichen Theater in Kopenhagen, außerdem Gründer und erster Vorsitzender der Musikalischen Gesellschaft von Kopenhagen. Er komponierte eine Sinfonie (in Es-Dur, op. 33), drei Ballette (in Zusammenarbeit mit August Bournonville), drei Violinkonzerte, drei Streichquartette, Violin- und Flötensonaten sowie Duette und Trios für Flöte.